# Angolansk Demokratisk Forum
Angolansk Demokratisk Forum (Fórum Democrático Angolano)(FDA) var et politisk parti i Angola. Partiet blev dannet af UNITA afvigere i Canada. FDA's formand var Jorge Rebelo Pinto Chikito. Partiet blev opstillet sammen med TRD, som på det tidspunkt ikke var et formel parti. 
FDA deltog i parlamentsvalget i 1992. Partiet fik 12.038 (0,3%) stemmer, og fik 1 plads i parlamentet. 
| Politisk parti | Spire Denne artikel om et politisk parti eller gruppe er en spire som bør udbygges. Du er velkommen til at hjælpe Wikipedia ved at udvide den. |